# Limnophila karma
Limnophila karma är en tvåvingeart som beskrevs av Alexander 1966. Limnophila karma ingår i släktet Limnophila och familjen småharkrankar. Inga underarter finns listade i Catalogue of Life.